# Bawlf
Bawlf är en ort i Kanada.   Den ligger i provinsen Alberta, i den centrala delen av landet, 2 800 km väster om huvudstaden Ottawa. Bawlf ligger 705 meter över havet och antalet invånare är 403.
Terrängen runt Bawlf är mycket platt. Runt Bawlf är det mycket glesbefolkat, med 2 invånare per kvadratkilometer.. Närmaste större samhälle är Daysland, 15,5 km öster om Bawlf.
Trakten runt Bawlf består till största delen av jordbruksmark.